# Ymir
Ymir  är en av Saturnus månar. Den upptäcktes av Brett J. Gladman, John J. Kavelaars, Jean-Marc Petit, Hans Scholl, Matthew J. Holman, Brian G. Marsden, Phillip D. Nicholson och Joseph A. Burns 2000, och gavs den tillfälliga beteckningen S/2000 S 1. Den heter också Saturn XIX.
Det tar 1315,33 dygn för Ymir att kretsa ett varv kring Saturnus.
Ymir tillhör nordiska gruppen av Saturnus månar. Den har fått namn efter Ymer i den nordiska mytologin.